# Char super-lourd
 (juillet 2017).
Si vous disposez d'ouvrages ou d'articles de référence ou si vous connaissez des sites web de qualité traitant du thème abordé ici, merci de compléter l'article en donnant les références utiles à sa vérifiabilité et en les liant à la section « Notes et références ».

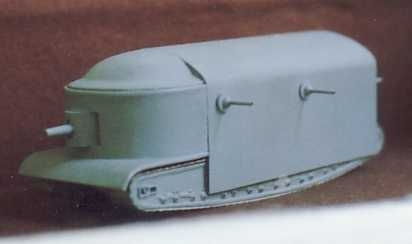
Maquette du projet britannique Flying Elephant de la Première Guerre mondiale. Jamais construit, il aurait pesé une centaine de tonnes.

Un char super-lourd est un type de char d'assaut défini en opposition des autres types de chars (char léger, char moyen et char lourd).
Ce type de char dépasse une certaine masse, variable selon le pays constructeur et les époques. La plupart du temps, ce genre de projets n'a pas dépassé le stade de la planche à dessin.

## Apparition du type

### Genèse
Après l'apparition du char d'assaut moderne lors de la Première Guerre mondiale, les ingénieurs militaires explorent pendant l'entre-deux-guerres les différentes possibilités de ce type nouveau. Parmi leurs sources d'inspiration, les vaisseaux de la marine en constituent une, qui a fortement plu aux concepteurs. Le terme de « cuirassé terrestre » revient ainsi dans plusieurs projets.

### Caractéristiques
Le char super-lourd de l'entre-deux-guerres possède trois caractéristiques principales :
- sa masse : sur la planche à dessin, il fait souvent plus de cent tonnes ;
- son blindage : épaisseur très importante (de l'ordre de 100 mm), il protège le char de la majorité des armes lourdes qui peuvent engager en tir direct un tel engin ;
- sa vitesse : du fait de sa masse très importante, et malgré une motorisation souvent largement dimensionnée, l'engin ne dépasse que rarement les 10 km/h.

L'ensemble de ces caractéristiques font de lui un char — ou plutôt un projet — très impressionnant, pouvant avoir un fort impact psychologique sur l'ennemi. On lui attribue pour cela la mission de char de rupture. Toutefois, ses dimensions importantes et sa faible vitesse font de lui une cible facile. Et si les armes antichars disponibles sont pour la plupart inefficaces contre lui, l'artillerie et l'aviation de bombardement tactique savent en venir à bout.
Malgré tout, certains chars de combat contemporains (comme le Challenger 2) peuvent avoir des masses allant jusqu'à 75 tonnes et des blindages d'épaisseurs effectives bien plus importantes. Le concept de char super-lourd doit donc être compris dans un contexte historique, où les classes de chars légers, moyens et lourds étaient pertinentes. Après la Seconde Guerre mondiale, et depuis l'avènement du char de combat principal, on ne recense plus de projets de ce type.[réf. souhaitée]

## Exemples par pays

### Allemagne (ex-Troisième Reich)
- Le Panzer VII Löwe (en allemand : lion), char de 70  à   130 t (selon version) le développement de ce char super lourd de 70 tonnes a débuté le 1er novembre 1941. En février 1942, l'entreprise Krupp a proposé l'avant-projet VK 72.01, plus tard connu sous le nom de Löwe, ce qui signifie lion. Plusieurs conceptions de divers configurations, armements et blindages ont été ébauchées. Cependant, le projet fut abandonné quand le Führer décida de développer des chars plus lourds en particulier le char de 100 tonnes VK100.01 qui deviendra le Maus. Aucun prototype n'a jamais été fabriqué[1].
- Le Panzerkampfwagen VIII Maus (en allemand : souris). Le projet est lancé en mars 1942 pour la création d'un char de 100 tonnes, plus tard, ce même mois, la société Porsche obtient le contrat de développement de ce char. En mai 1942 le projet est nommé VK100.01. Le char envisagé gagne progressivement de la masse au cours de son cycle de développement et en décembre 1942 le char envisagé est renommé Maüschen  (en allemand : petite souris) et est présenté à Adolf Hitler. Enfin en février 1943 le char est renommé Maus. C'est à ce jour le char le plus lourd jamais construit.Ce char de 188 t ne connu que deux prototypes et quatre châssis additionnels. Son armement principal était le 12.8cm KwK44 L/55[1].

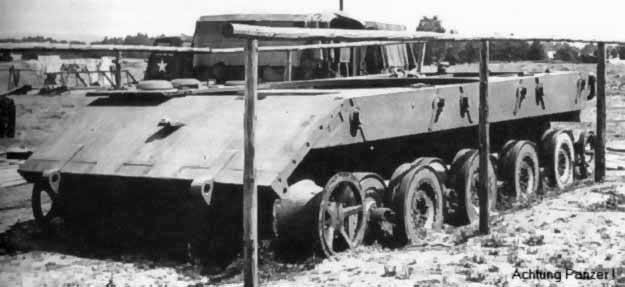
Châssis du E-100 capturé par les forces britanniques.

- Le E-100, char de 140 t, en juin 1943, la société Adlerwerke reçoit une commande pour le développement de la série E-100. Cependant, en 1944, le développement des chars lourds a été interrompu. À la fin de la guerre, seul le châssis avait été achevé, lequel a été capturé par l'armée anglaise plus tard. Notons qu'il existait un projet de construire sur ce châssis un chasseur de char désigné Jagdpanzer E-100 qui aurait selon les premières esquisse put être équipé d'un canon 17cm StuK L/53 ou d'un 15cm StuK L/63.
- Le Landkreuzer P. 1000 Ratte (en allemand : croiseur terrestre « rat ») ; le 23 juin 1942, le directeur Grote et le docteur Hacker, chargés de la production des U-boote au ministère de l'armement, proposent une machine de guerre quasi invulnérable, susceptible de détruire tout ce qui passerait à portée de ses canons de 280 mm. Consulté, le Führer donne son approbation à la conception d'un croiseur terrestre de 1 000 t, baptisé Landkreuzer P.1000. Il ne dépassa évidemment jamais le stade de la planche à dessin.

### États-Unis

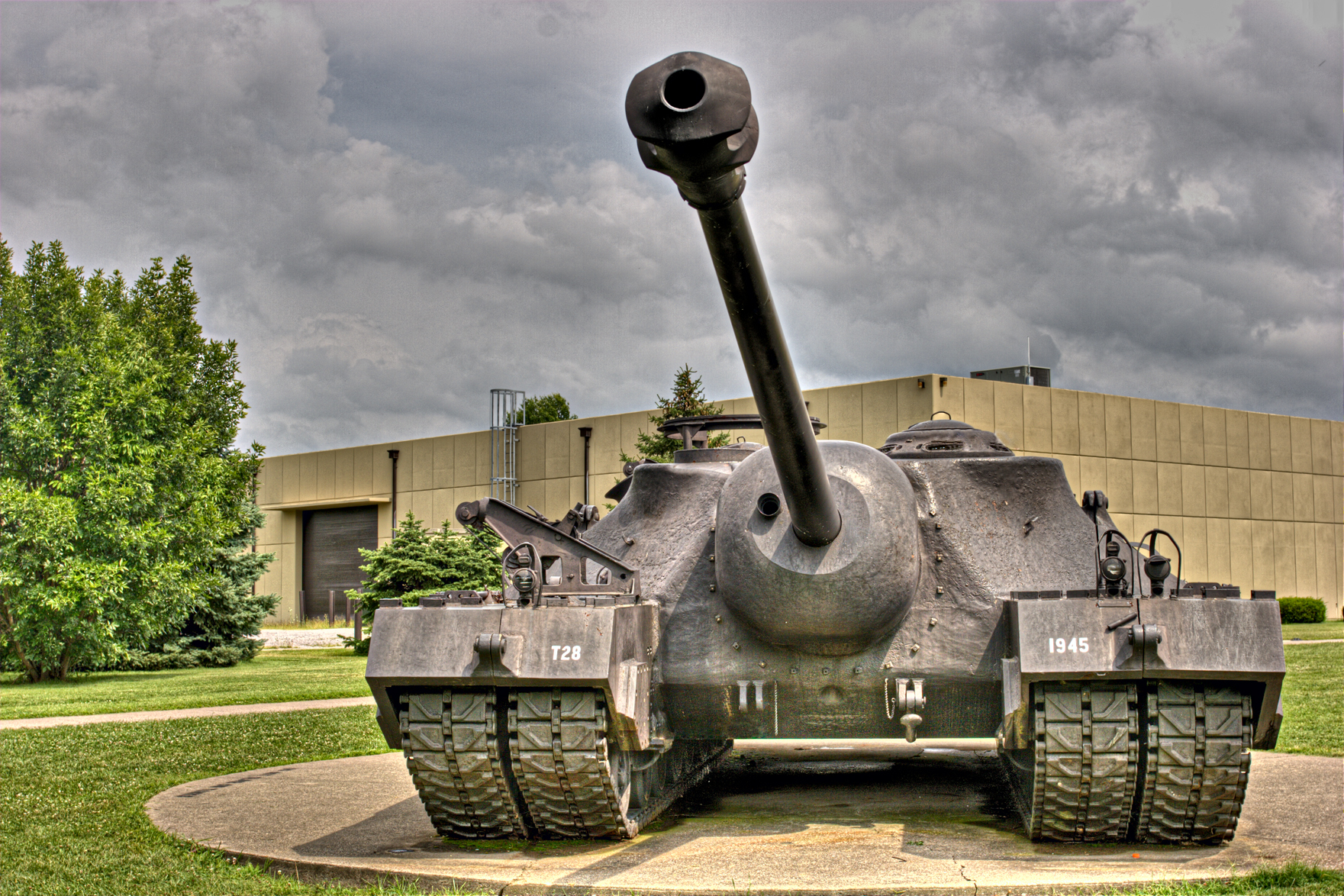
T28 Super Heavy Tank

- T28 Super Heavy TankLe Char T28 et le 105 mm Gun Motor Carriage T95 ; projet de char super-lourd américain développé pendant la seconde guerre mondiale dans le but d'enfoncer les lignes de défense allemande et japonaises, deux prototypes furent achevés quand le projet fut abandonné. Un exemplaire est conservé au Patton Museum de Fort Knox

### France

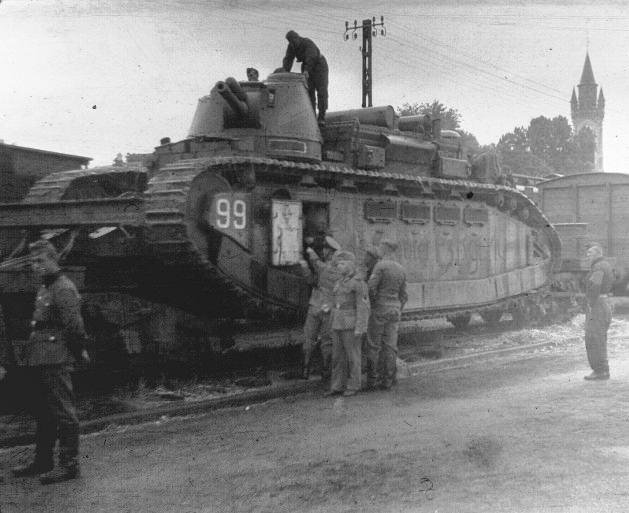
Le char FCM 2C no 99 « Champagne » capturé par les forces allemandes, été 1940.

- Le char FCM 2C no 99 « Champagne » capturé par les forces allemandes, été 1940.Le FCM 2C, char de 68 tonnes, développé à la fin de la première guerre mondiale et mis en service en 1921. Lors de l'entrée de la France dans la Seconde Guerre mondiale, les huit blindés en service dépendaient du 511e régiment de chars de combat. Celui-ci fut dissous et les FCM 2C regroupés dans le 51e bataillon de chars de combat, sous le commandement du commandant Fournet, qui sera rattaché le 10 mai 1940 au 42e corps d'armée de forteresse de la 3e armée[2]. Après maintes péripéties symptomatiques de la désorganisation des forces françaises durant la bataille de France, ils durent être sabotés par leurs équipages le 15 juin 1940 à 19 h alors que les trains qui les transportaient se trouvaient coincés dans une courbe derrière cinq autres trains eux-mêmes bloqués par un convoi de carburant en flammes à l'entrée du village de Meuse, à une cinquantaine de kilomètres au sud de Neufchâteau alors qu'ils se dirigeaient vers la gare de Culmont - Chalindrey et Is-sur-Tille. Un seul char dont la mise à feu des charges n'avait pas fonctionné (le no 99) a été pris par le 10. Panzerregiment de la 8. Panzerdivision et envoyé en Allemagne dans la région de Berlin. Une rumeur dit qu'il a été récupéré par l'Armée rouge à la fin de la guerre et envoyé en URSS.

- Le FCM F1, char de 139 tonnes, projet de la Seconde Guerre mondiale, jamais achevé.

### Japon
- Le O-I. Le développement du char super-lourd a débuté après la bataille de Khalkhin Gol en 1939. Le véhicule a été conçu comme unité de tir mobile, d'une taille sans précédent : le châssis seul pesait 100 t. Seul un prototype a été fabriqué, sans tourelle et fait d'acier de construction. Les essais ont été abandonnés en raison d'un moteur pas fiable ; fin 1944, le prototype a été détruit. L'obusier de 15 cm devait être installé sur le char après assemblage, pour un poids final 150 t.
- Le Type 5 Heavy ; également connu sous le nom de Type 2605, était la version ultime du char super-lourd O-I développé au cours de la Seconde Guerre mondiale. Le véhicule devait être utilisé pour percer les lignes fortifiées ennemies et pour la défense côtière, poids 160 t[réf. nécessaire].

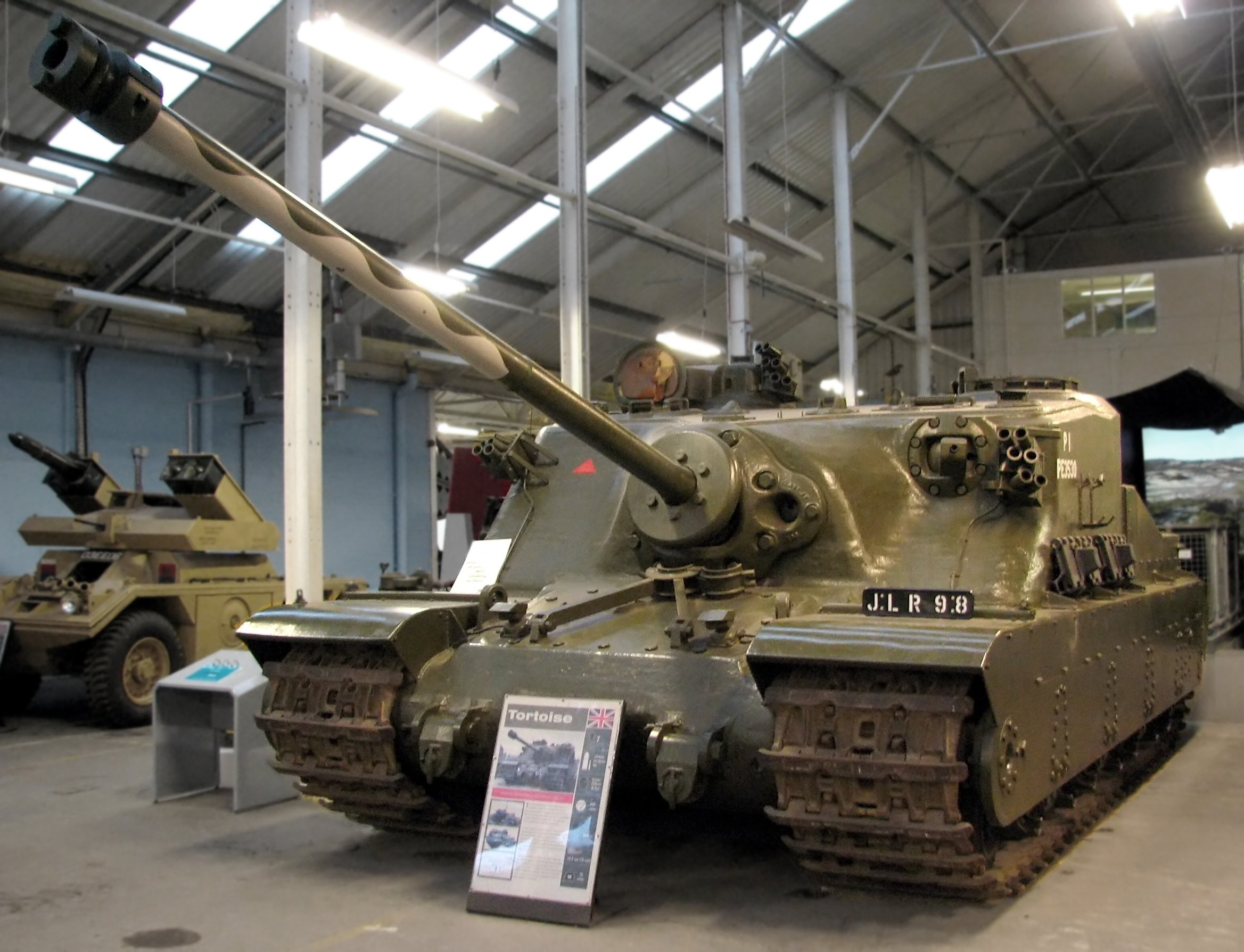
Char britannique Tortoise (79 tonnes), resté à l'état de prototype (Musée des blindés de Bovington).

### Royaume-Uni
- Le Tortoise en anglais : tortue, char de 79 tonnes ; le développement de ce char d'assaut a commencé au Royaume-Uni en 1942. La conception est achevée en février 1944, et 25 véhicules sont commandés. Cependant, à l'automne 1947, seuls cinq véhicules avaient été fabriqués.

### Russie (ex-URSS)
- Le T42 (TG-V) ; développé au début des années 30, n'a pas dépassé le stade de maquette, projet abandonné en faveur du T-35.
- Le T-39, char de rupture développé à la fin des années 30, plusieurs maquettes en bois furent construites[3].
- L'Objet 224 KV-4 ; développement arrêté en faveur du KV-5.
- L'Objet 225 KV-5 ; développement abandonné au début du mois d'août 1941[4].

## Dans la culture populaire
Grâce à des jeux vidéo comme World of Tanks et War Thunder, il est possible de visualiser en 3D un rendu final de la plupart des chars super-lourds, ce qui était impossible il y a encore quelques années.